# Jesse Ramsden

Jesse Ramsden
vor dem Vertikalkreis für das Observatorium in Palermo, mit dem rechten Arm auf seiner Kreisteilmaschine

Jesse Ramsden (* 6. Oktober 1735 in Halifax in der Grafschaft Yorkshire, England; † 5. November 1800 in Brighton, Sussex) war ein englischer Optiker und Hersteller mathematischer und optischer Instrumente. Er war der führende Instrumentenbauer seiner Zeit.

## Leben
Jesse Ramsden wurde als erstes Kind von Thomas Ramsden und seiner Frau Abigail, geb. Flather, am 6. Oktober 1735 in Salterhebble geboren, heute einem Stadtteil von Halifax. Auf Drängen seines Vaters machte er zunächst eine Lehre als Tuchmacher. 1755 ging er nach London und arbeitete dort zunächst im erlernten Beruf, folgte aber schon bald seiner Neigung und begann eine Kupferstecherlehre bei Mr. Burton, einem angesehenen Hersteller mathematischer Instrumente. Schon 1763 machte er sich selbständig mit einem Geschäft am Strand in Westminster, wo die Instrumentenbauer nicht den rigiden Zunftregeln der City of London unterlagen. 1766 heiratete er Sarah Dollond, die jüngste Tochter des renommierten Optikers John Dollond, der ihm als Mitgift einen hälftigen Anteil an seinem Patent für achromatische Teleskope gegeben haben soll. Bald danach zogen die Familie und das Geschäft zum Haymarket, wo die Kinder geboren wurden, die anscheinend früh verstorben sind. Nur der Sohn John wurde später Kapitän der East India Company.
1773 verlegte Ramsden sein Geschäft und die Wohnung in größere Räume in Piccadilly neben St James’s Church, wo er bis zu seinem Tod mit bis zu 60 Mitarbeitern tätig war. Sarah zog vor 1786 wieder in das Haus ihres Vaters in Haymarket.
Ramsden starb am 5. November 1800 in Brighton, wo er seine nachlassende Gesundheit kurieren wollte.

## Instrumentenbau
In seinen Anfangsjahren war Ramsden wohl auch als Subunternehmer für seinen Schwiegervater John Dollond und die Werkstätten der Instrumentenbauer Jonathan Sisson, George Adams senior, John Bird und Edward Nairne tätig. Bei der Reparatur von Hadley-Sextanten, die in der Navy verbreitet waren, entwickelte er einen guten Blick für die Schwächen und Mängel von Instrumenten, insbesondere aber für Verbesserungsmöglichkeiten. Er war stets bemüht, das beste und genaueste Gerät zu bauen, auch wenn dies bedeutete, halbfertige Teile zu verwerfen und gemäß seinen letzten Ideen neu zu fertigen. Die damit verbundenen ständigen Terminüberschreitungen wurden von seinen Kunden hingenommen, die sich zwar beklagten, aber keine Alternative sahen.

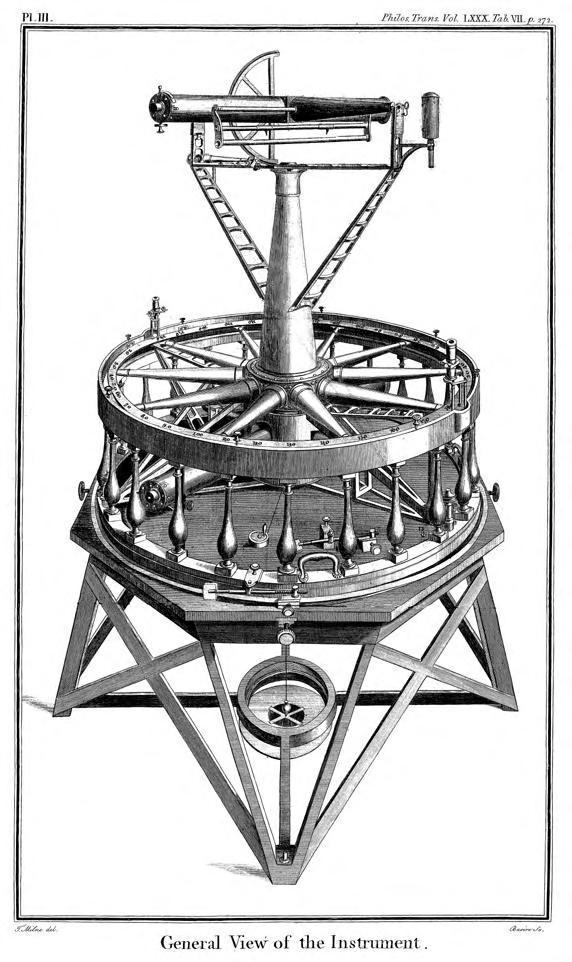
Ramsdens großer Theodolit von 1787

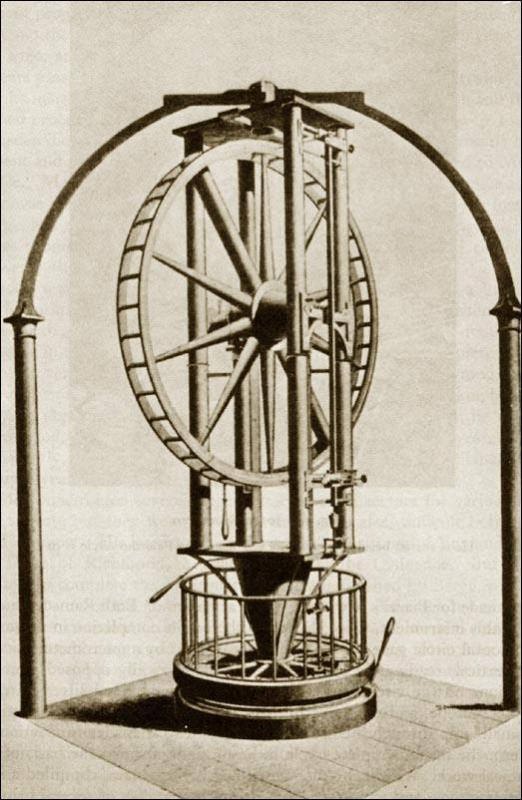
Ramsdens Vertikalkreis für das Observatorium Palermo

Er erkannte schnell, dass die Qualität der Instrumente vor allem von der Präzision abhängt, mit der die Teilstriche der Skalen auf den Teilkreisen angebracht werden. Er entwickelte daher eine präzise Kreisteilungsmaschine, die er mehrfach verbesserte. Für die zweite, 1774 gebaute Version erhielt er einen Preis vom Board of Longitude. Seine Beschreibung Description of an engine for dividing mathematical instruments (London 1777) wurde in ganz Europa gelesen. Eine von ihm gebaute Längsteilungsmaschine war die logische Ergänzung. Seine Description of an engine for dividing straight lines on mathematical instruments wurde 1779 vom Board of Longitude veröffentlicht.
Ramsden baute zwischen 1760 und 1800 rund 1450 Sextanten, neben zahlreichen anderen Instrumenten wie Winkelmesser, zur Höhenmessung eingesetzte Barometer, Fernrohre, Manometer zur Bestimmung des Luftdrucks, Entfernungsmesser, Präzisionswaagen, Libellen, Micrometer, von ihm als Pyrometer bezeichnete Geräte zur mikroskopischen Bestimmung der temperaturbedingten Ausdehnung von Gegenständen wie Messstangen und verschiedene elektrische Geräte. Sein Ramsden-Okular vereinigt weitgehende Farbreinheit mit der Eignung für ein Fadenkreuzokular.
Berühmt wurde Ramsden durch seine beiden 1787 und 1791 ausgelieferten großen Theodolite für die Englisch-Französische Trigonometrische Vermessung und die anschließende Trigonometrische Vermessung von Großbritannien und Irland durch William Roy, die in jeder Hinsicht große Instrumente waren, sowohl in Bezug auf Perfektion des Geräts, Genauigkeit der Beobachtung und der Ablesung, äußere Abmessung und Gewicht, aber auch des Preises und der Verspätung bei der Auslieferung.
Der von Giuseppe Piazzi für das Observatorium in Palermo bestellte und 1789 ausgelieferte Vertikalkreis war der erste dieser Art. Er benutzte ihn 1801 bei der Entdeckung des Zwergplaneten (1) Ceres. Vergleichbare Instrumente lieferte Ramsden an George Spencer, 4. Duke of Marlborough für sein Observatorium im Blenheim Palace, an das Dunsink Observatory bei Dublin, an die Mannheimer Sternwarte, das Pariser Observatorium und die Sternwarte Gotha (Seeberg-Sternwarte).
Für George Shuckburgh-Evelyn, 6. Baronet von Shuckburgh, baute er das Shuckburgh telescope, ein Fernrohr mit äquatorialer Montierung, das 1791 fertig wurde.

## Ehrungen
Wegen seiner vielen Erfolge wurde Ramsden im Jahre 1786 in die Royal Society aufgenommen – eine Ehre, die nur wenigen herausragenden Handwerkern Londons zuteilwurde. Die Royal Society of Edinburgh nahm ihn ebenfalls als Mitglied auf. 1793 wurde er Ehrenmitglied der Russischen Akademie der Wissenschaften in Sankt Petersburg. 1795 erhielt er die Copley-Medaille der Royal Society.
Der Mondkrater Ramsden und der Asteroid (8001) Ramsden sind nach Jesse Ramsden benannt. Gleiches gilt für den Ramsden Rock in der Antarktis.